# Acquario di Livorno
L'Acquario di Livorno, originariamente noto come acquario comunale Diacinto Cestoni, sorge a margine del suggestivo scenario del lungomare e della Terrazza Mascagni.
È il più grande acquario della Toscana e l'unica struttura nel suo genere ad avere al proprio interno un'area marina archeologica greco-romana con la suggestiva riproduzione di un relitto di nave.

## Storia
Sorto originariamente come asilo elioterapico, fu trasformato in acquario e fu inaugurato il 20 giugno 1937.
Fu distrutto durante la seconda guerra mondiale e nel 1950 venne ricostruito; nel 1962 fu ulteriormente ampliato e nel 1968 divenne sede del Centro Interuniversitario di Biologia Marina, costituito dal Comune di Livorno e dalle Università di Bologna, Firenze, Modena, Siena, Pisa e Torino.
Sul finire degli anni novanta del XX secolo, in concomitanza con il riassetto del lungomare nel tratto compreso tra il Cantiere navale fratelli Orlando e la Terrazza Mascagni, la struttura fu oggetto di un ampliamento e ricostruzione ad opera dell'architetto Vittorio Gregotti.
I lavori furono più volte sospesi e il cantiere, visitato anche dal Presidente della Repubblica Carlo Azeglio Ciampi, procedette tra innumerevoli difficoltà. Il 31 luglio 2010 il complesso, rinnovato, è stato finalmente inaugurato.

## Descrizione
L'acquario è costituito da diversi corpi di fabbrica. Il nucleo originario, al centro, è caratterizzato da una pianta rettangolare, con due absidi alle estremità. Intorno si sviluppa un corpo di forma semicircolare, frutto dell'ampliamento conclusosi nell'anno 2010. Sul lato sud, un edificio di forma cubica ospita i locali di servizio.
Al momento dell'inaugurazione l'acquario disponeva di circa 3.000 m² di superficie espositiva, vasche per circa 1.000 metri cubi di acqua, 150 specie per circa 1.200 animali, 2 gallerie espositive, aule didattiche e una terrazza sul mare di circa 1.000 m², risultando il terzo in Italia per dimensioni, dopo quelli di Genova e Cattolica.
Al 2014 l'acquario ospita circa 2.000 animali, di oltre 300 specie diverse, distribuite in 33 vasche espositive.